# 좋아하면 울리는
《좋아하면 울리는》(영어: Love Alarm)은 다음에서 연재된 만화가 천계영의 웹툰 작품이다. 시즌 1은 2019년 8월부터 시즌 2는 2021년 3월 12일부터 넷플릭스에서 이를 로맨틱 코미디 드라마로 제작하여 공개한다.

## 등장인물
- 김소현-김조조 본작의 여자주인공. 새하얀 피부에 검은 머리카락을 가진 미소녀. 시즌 1 2화~2 시점으로는 18살이며, 현재는 성인이며 26살. 부모님이 안 계셔서 14살때부터 이모네 집에서 살고 있으며, 방과 후엔 이모가 하시는 편의점 일을 돕고 있다.
- 송강-황선오 본작의 남자 주인공 두명 중 하나. 부잣집 아들에 과거엔 모델까지 했던 미소년. 좋알람이 출시되던 날, 복도에 좋알람으로 오케스트라를 연주하며 처음 등장했다. 그러나 이와 반대로 부모님에겐 사랑받지 못해 몸이 약했다. 현재까지 건강하게 자란 것도 자기네 집 가정부 아들인 혜영 덕분.

- 정가람-이혜영 본작의 남자 주인공 두명 중 하나. 선오네 집 가정부의 아들로 선오와는 소꿉친구이자 베스트 프렌드이다. 아버지가 감옥에 있어 아버지를 거의 만나지 못했지만 엄마의 사랑을 듬뿍 받았기 때문에 선오와 달리 유년시절을 건강하게 보냈다. 어릴 때부터 선오에게 무슨 일이 생기면 바로 달려와 그를 지켜주었다. 선오 외에 다른 친구들에게도 의리있고 심지 강한 친구로 인식되어서 선오만큼은 아니지만 여학생들에게 인기가 많으며, 그를 좋아하는 남학생도 한 명 있었다.

- 고민시-박굴미 조조의 동갑내기 이종사촌. 성격만 놓고 보자면 솔직하고 어딘가 유치한 모습이 전형적인 귀여운 여주인공 성격인데 좋알람에서는 악녀로 나온다. 수수한 조조와는 달리 이미지가 상당히 화려하다.

- 이재응-천덕구 학교에서 인기 없는 뚱뚱한 남학생으로 굴미를 짝사랑하고 있다. 좋알람으로 굴미에게 고백한 적이 있다.좋알람 초기 개발자이기도 하다.

### 웹툰
- 좋아하면 울리는 - 다음 웹툰 보관됨 2020-02-02 - 웨이백 머신
- 좋아하면 울리는 - 카카오페이지

### 드라마
- 좋아하면 울리는 - 넷플릭스
- (영어) 좋아하면 울리는 - 인터넷 영화 데이터베이스